# バタンガス州
バタンガス州 (バタンガスしゅう、Province of Batangas) は、フィリピン北部ルソン島のカラバルソン地方に属する州。州都はバタンガス。面積は3,165.8km2、人口は約290.9万人（2020年）。

## 地理
北にカヴィテ州、北東にラグナ州、東にケソン州と接し、南のベルデ島水路を隔ててミマロパ地方のオリエンタル・ミンドロ州、オクシデンタル・ミンドロ州と隣接している。州内にはフィリピン第3の湖タール湖がある。
タール火山は幾度も噴火した記録が残る活発な火山である。また、噴火には至らないまでも二酸化硫黄を主成分とする火山ガスを噴出することがある。2023年には、火山ガスによる体調不良者が続出したことから、地元自治体は身を守るために建物のドアや窓を閉め、外出を控えるよう呼び掛けた。

## 政治
現職の知事は女優のエルミランド・マンダナス。